# Alina Scholtz
Alina Zofia Scholtz (geb. 24. September 1908 in Lublin, Kongresspolen; gest. 25. Februar 1996 in Warschau, Polen) war eine polnische Landschaftsarchitektin, die als eine der Pioniere des Landes in der Entwicklung dieses Fachgebiets bekannt ist. Im Laufe ihrer Karriere arbeitete sie an verschiedenen öffentlichen und privaten Projekten für Friedhöfe, Parks und Grünanlagen. Zu ihren bekanntesten Arbeiten gehören der Park einer Villa in der Kielecka-Straße in Warschau, für den sie 1937 auf der Weltausstellung in Paris eine Silbermedaille gewann, der Gedenkfriedhof für die Opfer des Massakers von Palmiry und Landschaftsprojekte entlang der Ost-West-Verkehrsachse von Warschau. Neben ihren gestalterischen Arbeiten gehörte sie zu den Gründungsmitgliedern der International Federation of Landscape Architects.

## Jugend und Ausbildung
Scholtz besuchte ab 1918 das Mädchengymnasium in Lublin. Infolge es Ersten Weltkriegs war aus den polnischen Provinzen des Kaiserreichs Russland die Zweite Polnische Republik hervorgegangen. Nach Abschluss des Gymnasiums 1926 begann Scholtz in einer örtlichen Baumschule zu arbeiten. Sie begann ein Universitätsstudium der Kunstgeschichte, änderte aber schnell ihre Pläne und schrieb sich an der Warschauer Universität für Biowissenschaften (polnisch Szkoła Główna Gospodarstwa Wiejskiego (SGGW)) im Fachbereich Gartenbau ein. Während ihres Praktikums im Jahr 1928 nahm sie mit fünf Kollegen an den ersten Kursen teil, die der Architekt Franciszek Krzywda-Polkowski an der Versuchsstation in Skierniewice anbot. 1930 reiste sie ins Vereinigte Königreich, um englische Landschaftsplanung und -gestaltung zu studieren. Sie besuchte eine Reihe bekannter Gärten wie Brocket Hall in Hertfordshire, Cator Court in Devon, Dawyck Botanic Garden in den Scottish Borders bei Peeblesshire und Sutton Place in Surrey, um nur einige zu nennen. Scholtz schloss ihre Abschlussarbeit und ihr Designprojekt, die Gestaltung eines Parks am königlichen Schloss in Warschau, 1932 ab und erhielt eine Zertifizierung als Gartenbauingenieurin.

## Berufsleben
1933 wurde Scholtz Assistentin in der Abteilung für Architektur und Parkstudien der SGGW in Warschau. Zwischen 1933 und 1939 entwarf sie mehrere Projekte für Einfamilienhäuser, ein Projekt für das Brühlsche Palais in Warschau, ein Grünflächenprojekt für die Służewiec-Rennbahn und den Park im Naturschutzgebiet Niebieskie Źródła. Außerdem beteiligte sie sich in dieser Zeit an gemeinsamen Projekten: mit Romuald Gutt für die Begrünung des Piłsudski-Hügels in Krakau, mit Franciszek Krzywda-Polkowski für die Entwicklung eines Parks in Żelazowa Wola und erneut mit Romuald Gutt für ein Restaurierungsprojekt auf dem Gut Zułów, dem Geburtsort von Józef Piłsudski. 1937 wurden Scholtz und Gutt auf der Weltausstellung in Paris mit einer Silbermedaille für die Landschaftsgestaltung einer Villa in der Kielecka-Straße in Warschau ausgezeichnet. 1938 wurde Scholtz Mitglied der Gesellschaft Polnischer Urbanisten (polnisch Towarzystwo Urbanistów Polskich).
Während des Zweiten Weltkriegs arbeitete Scholtz als Gärtnerin und Konservatorin der Grünanlagen in Żelazowa Wola und kehrte nach Kriegsende als Assistenzprofessorin an ihre Stelle an der SGGW zurück. 1945 entwarfen sie und Gutt auf Wunsch von Oberst Jan Mazurkiewicz den Friedhof der Aufständischen in Warschau. Ihr Entwurf sah eine breite, von Baumreihen gesäumte zentrale Allee vor, an deren einem Ende sich eine Kapelle mit Mausoleum befand und die Gräber dekorativ angeordnet waren. Die beiden arbeiteten auch an der Gedenkstätte auf dem Palmiry-Friedhof. 1946 wurde sie Mitglied der Vereinigung Polnischer Architekten (Stowarzyszenie Architektów Polskich SARP) und gehörte zwei Jahre später zu den Gründungsmitgliedern der International Federation of Landscape Architects (IFLA). Als Krzywda-Polkowski 1949 starb, begann Scholtz in der Landschaftsbauwerkstatt des Amtes für den Wiederaufbau der Hauptstadt (polnisch Biuro Odbudowy Stolicy (BOS)) zu arbeiten, das später zum Warschauer Stadtplanungsamt werden sollte. Die Gruppe kümmerte sich um die Pflege der Grünflächen in Warschau, plante und gestaltete neue Erholungsgebiete, um die natürliche Landschaft zu betonen und zu verbessern, und sorgte für bessere Lebensbedingungen durch die Einrichtung von Innengärten. Eines der ersten Projekte, an denen Scholtz für das Büro arbeitete, war die Landschaftsgestaltung entlang der Ost-West-Verkehrsachse. Zwischen 1948 und 1949 arbeitete sie zusammen mit Gutt an der Wiederherstellung des Sächsischen Gartens.
Ab 1958 arbeitete Scholtz an Projekten für eine gemeinsame Initiative der Warschauer Wohnungsbaugenossenschaft (polnisch Warszawska Spółdzielnia Mieszkaniowa) und der Genossenschaft „Investproject“, um die Landschaftsgestaltung für die von Halina Skibniewska entworfenen Wohnprojekte zu gestalten. 1959 entwarf Scholtz in Zusammenarbeit mit dem Warschauer Stadtplanungsamt ein Projekt mit dem Namen „Volkspark“, das drei Parks in der Weichselschlucht in Kleinpolen umfasste. Zu den Parks gehörten ein nördlicher Park in Marymont, ein Park zwischen dem Skaryszewski-Park, früher Paderewski-Park genannt, im Warschauer Stadtteil Praga Południe und dem Zoologischen Garten Warschau sowie ein zentraler Park zwischen dem Schloss Ujazdów und dem Gebäudekomplex, in dem der Sejm des Königreichs Polen untergebracht war. Nur ein kleiner Teil dieses Projekts wurde jemals fertiggestellt. Er hieß ursprünglich Zentraler Kultur- und Erholungspark „Powiśle“ und ist heute als Park Marszałka Edwarda Rydza-Śmigłego in Warschau bekannt. Scholtz gestaltete zusammen mit Zbigniew Karpiński und Jerzy Kowarski den Garten der polnischen Botschaft in Peking, mit Gutt und Tadeusz Zieliński und Zbigniew Karpiński den Garten der chinesischen Botschaft in Warschau und mit Gutt, Wieslaw Nowak und Zieliński und Wiesław Nowak den Garten der polnischen Botschaft in Pjöngjang, Nordkorea.
Viele Jahre lang war Scholtz Delegierte des SARP bei der International Federation of Landscape Architects. Ab 1964 war sie Koordinatorin der Sektion Landschaftsarchitektur im Verband der polnischen Architekten. Im darauffolgenden Jahr wurde sie von der SARP in die Verifizierungs- und künstlerische Kommission gewählt. Im Juli 1979, ein Jahr vor ihrer Pensionierung, ehrte der Verband sie mit dem Status „Schöpferin“.